# Euphorbia dunensis
Euphorbia dunensis är en törelväxtart som beskrevs av Susan Carter. Euphorbia dunensis ingår i släktet törlar, och familjen törelväxter.
Artens utbredningsområde är Somalia. Inga underarter finns listade i Catalogue of Life.